# شعيبات (أولاد أجحيش)
شعيبات هو دُوَّار يقع بجماعة أحلاف، إقليم بنسليمان، جهة الدار البيضاء سطات في المملكة المغربية. ينتمي الدوّار لمشيخة أولاد أجحيش التي تضم 10 دواوير. يقدر عدد سكانه بـ 273 نسمة حسب الإحصاء الرسمي للسكان والسكنى لسنة 2004.

## روابط خارجية
- البوابة الوطنية للجماعات الترابية نسخة محفوظة 12 مارس 2018 على موقع واي باك مشين.
- المندوبية السامية للتخطيط